# Präsident der Republik Türkei
Der Präsident der Republik (türkisch: Cumhurbaşkanı) ist das Staatsoberhaupt und der Regierungschef der Republik Türkei. Derzeitiger Amtsinhaber ist seit dem 28. August 2014 Recep Tayyip Erdoğan, welcher zuletzt am 28. Mai 2023 wiedergewählt wurde.
Die Änderungen der türkischen Verfassung sind detailliert im Artikel Verfassungsreferendum in der Türkei 2017 wiederzufinden.

## Verfassungsrechtliche Stellung
Laut der Verfassung ist der Präsident der Republik das Oberhaupt des Staates (devletin başı). Die Exekutivgewalt obliegt ihm. Er vertritt die Republik Türkei sowie die Einheit der türkischen Nation. Außerdem beaufsichtigt er die korrekte Anwendung der Verfassung und die ordentliche und harmonische Tätigkeit der Staatsorgane.

## Kompetenzen
Der Präsident hat die folgenden Kompetenzen und Aufgaben:
- verkündet die vom Parlament verabschiedeten Gesetze
- kann über Gesetze, welche verfassungsändernde Bestimmungen enthalten, eine Volksabstimmung ansetzen
- kann Gesetze zur erneuten Verhandlung an das Parlament zurückweisen
- kann vor dem Verfassungsgericht gegen Gesetze oder Rechtsvorschriften, die die Verfassung verletzen könnten, eine Anfechtungsklage erheben
- entscheidet über die Abhaltung von vorgezogenen Neuwahlen zum Parlament
- entsendet diplomatische Vertreter ins Ausland
- empfängt diplomatische Vertreter aus dem Ausland
- ratifiziert und verkündet völkerrechtliche Verträge
- kann im Namen des Parlaments den („stellvertretenden“) Oberbefehl über die Streitkräfte des Landes ausüben
- erteilt dem Parlament Hinweise zur Innen- und Außenpolitik des Landes
- entscheidet (begrenzt) über den Einsatz der türkischen Streitkräfte
- bestimmt die Sicherheitspolitik und trifft die erforderlichen Maßnahmen
- ernennt den Generalstabschef
- kann den Nationalen Sicherheitsrat einberufen
- hat den Vorsitz des Nationalen Sicherheitsrates inne
- kann durch Beschluss den Ausnahmezustand verhängen und Rechtsverordnungen mit Gesetzeskraft erlassen
- kann Dekrete ("Präsidialverordnungen") und Verwaltungsverordnungen erlassen
- kann Strafen von bestimmten Personen aus Gründen dauernder Krankheit, der Behinderung und des Alters mindern oder ganz erlassen
- ernennt die Mitglieder und den Vorsitzenden des Staatskontrollrates
- kann Untersuchungen, Nachforschungen und Kontrollen durch den Staatskontrollrat veranlassen
- ernennt und entlässt seine Stellvertreter und Minister
- ernennt und entlässt die obersten Beamten
- ernennt die Mitglieder des Hochschulrates
- ernennt die Universitätsrektoren
- ernennt 12 der 15 Mitglieder des Verfassungsgerichts
- ernennt ein Viertel der Mitglieder des Staatsrates

## Wahl

### Indirekte Wahl (1982–2014)
Seit Inkrafttreten der Verfassung von 1982 wurde der Präsident durch die Große Nationalversammlung in geheimer Abstimmung für eine Amtszeit von sieben Jahren gewählt. Eine Wiederwahl war nicht möglich. Als gewählt galt, wer mindestens zwei Drittel der gesamten Abgeordnetenstimmen auf sich vereinen konnte. Die Wahl wurde dreißig Tage vor Ablauf der Amtsdauer des Präsidenten oder zehn Tage nach Freiwerden des Präsidentenamtes begonnen und innerhalb von dreißig Tagen seit dem Tage des Beginns der Wahl zu Ende geführt. Die Namen der Kandidaten mussten innerhalb der ersten zehn Tage dem Parlamentspräsidium mitgeteilt werden.
Kam im ersten und zweiten Wahlgang nicht die nötige Zweidrittelmehrheit der Abgeordnetenzahl zustande, so musste eine dritte Abstimmungsrunde stattfinden. In dieser dritten Wahlrunde war nur noch eine einfache Mehrheit der Abgeordnetenzahl für einen Kandidaten nötig, um diesen zum Präsidenten zu wählen. Sollte auch in der dritten Wahlrunde nicht die erforderliche Mehrheit zustande kommen, so musste noch ein vierter Wahlgang – eine Stichwahl zwischen den beiden Kandidaten mit den meisten Stimmen – abgehalten werden. Wurde in dieser Abstimmungsrunde die erforderliche einfache Mehrheit ebenfalls nicht erreicht, dann mussten sofort Parlamentsneuwahlen stattfinden.

### Direkte Wahl (ab 2014)
Ab 2014 wird der Präsident in direkter Wahl vom Volk für eine Amtszeit von fünf Jahren gewählt. Eine Wiederwahl ist einmalig möglich. Die Wahl wird innerhalb von sechzig Tagen vor Ablauf der Amtszeit oder bei Vakanz des Amtes aus sonstigen Gründen innerhalb von sechzig Tagen nach Eintritt der Vakanz durchgeführt.
Als gewählt gilt der Kandidat, der die absolute Mehrheit der abgegebenen Stimmen erhält. Sollte keiner der Kandidaten die erforderliche Mehrheit erreichen, so wird am zweiten Sonntag nach dem Wahltag eine Stichwahl zwischen den beiden Kandidaten durchgeführt, die die meisten Stimmen im ersten Wahlgang erhalten haben. Als gewählt gilt dann derjenige, der die meisten Stimmen auf sich vereinen kann.
Fällt vor dem zweiten Wahlgang infolge Todes oder des Verlusts der passiven Wahlfähigkeit ein Kandidat aus, so tritt derjenige Kandidat an, welcher im ersten Wahlgang die nächsthöhere Stimmenzahl erreicht hat. Verbleibt für den zweiten Wahlgang nur ein Kandidat, erfolgt diese Abstimmung in der Form eines Referendums.

### Voraussetzungen
Zum Kandidaten aufgestellt werden kann, wer türkischer Staatsbürger ist, das vierzigste Lebensjahr vollendet hat, eine abgeschlossene Hochschulausbildung besitzt und die Voraussetzungen für die Wählbarkeit zum Parlamentsabgeordneten erfüllt. Außerdem benötigt ein Kandidat den schriftlichen Vorschlag von mindestens zwanzig Parlamentsabgeordneten. Parteifraktionen, die bei der letzten Parlamentswahl mindestens fünf Prozent der Stimmen erreicht sowie 100.000 Wahlstimmen erlangt haben, können einen Kandidaten aufstellen.

### Voraussetzungen zum Amtsantritt
Bis zum Inkrafttreten der Verfassungsänderungen am 16. April 2017 musste der Präsident nach seiner Wahl die Beziehung zu seiner Partei abbrechen. Durch die Verfassungsänderungen entfiel jedoch diese Voraussetzung.

## Vereidigung
Zu seinem Amtsantritt wird der neue Präsident der Republik bei Amtsantritt vor der Großen Nationalversammlung vereidigt. Der Eid lautet nach Art. 103 der Verfassung:

“Cumhurbaşkanı sıfatıyla, Devletin varlığı ve bağımsızlığını, vatanın ve milletin bölünmez bütünlüğünü, milletin kayıtsız ve şartsız egemenliğini koruyacağıma, Anayasaya, hukukun üstünlüğüne, demokrasiye, Atatürk ilke ve inkılâplarına ve lâik Cumhuriyet ilkesine bağlı kalacağıma, milletin huzur ve refahı, millî dayanışma ve adalet anlayışı içinde herkesin insan haklarından ve temel hürriyetlerinden yararlanması ülküsünden ayrılmayacağıma, Türkiye Cumhuriyetinin şan ve şerefini korumak, yüceltmek ve üzerime aldığım görevi tarafsızlıkla yerine getirmek için bütün gücümle çalışacağıma Büyük Türk Milleti ve tarih huzurunda, namusum ve şerefim üzerine andiçerim.”

„Ich schwöre vor der Großen Türkischen Nation und vor der Geschichte bei meiner Ehre und Würde, dass ich in meiner Eigenschaft als Präsident der Republik die Existenz und Unabhängigkeit des Staates, die unteilbare Einheit von Vaterland und Nation, die uneingeschränkte und bedingungslose Souveränität der Nation schützen werde, der Verfassung, dem Primat des Rechts, der Demokratie, den Prinzipien und Reformen Atatürks sowie dem Prinzip der laizistischen Republik verbunden bleiben werde, von dem Ideal, wonach im Geiste des Wohls und Heils der Nation, der nationalen Solidarität und der Gerechtigkeit jedermann die Menschenrechte und Grundfreiheiten genieße, nicht abweichen werde, mit all meiner Kraft mich um den Schutz und die Mehrung des Ruhmes und der Ehre der Republik Türkei sowie um die unparteiliche Erfüllung des Amtes, welches ich auf mich genommen habe, bemühen werde.“

## Vertretung
Ist der Präsident aus Gründen wie Krankheit oder Auslandsreise unfähig sein Amt auszuüben, so wird dieser von seinem Vizepräsidenten im Amt vertreten. Sollte das Präsidentenamt im Falle des Todes, des Rücktritts oder eines anderen Grundes vakant werden, so übernimmt bis zu einer Neuwahl der Vizepräsident die Amtsgeschäfte des Präsidenten.

## Verantwortlichkeit
Auf Vorschlag einer einfachen Mehrheit der Abgeordneten des Parlaments kann mit Begründung der Begehung einer Straftat ein Ermittlungsverfahren gegen den Präsidenten der Republik beantragt werden, welches das Parlament mit der Zustimmung von drei Fünfteln der Abgeordneten einleiten kann. Der Präsident der Republik darf nach der Einleitung des Ermittlungsverfahren keine Neuwahlen anordnen. In geheimer Abstimmung kann das Parlament mit der Zustimmung von zwei Dritteln der Abgeordneten das Verfassungsgericht als Strafgerichtshof dazu beauftragen, das Strafverfahren abzuschließen. Wird der Präsident der Republik nun wegen einer Straftat verurteilt, endet sein Amt.

## Amtssitz
Amtssitz ist seit 2014 der Präsidentschaftskomplex auf dem Gelände der Atatürk Orman Çiftliği in Ankara. Als Vorgänger und derzeitiger Sitz des Vizepräsidenten der Republik gilt der Çankaya-Palast.